# Territorio Británico del Océano Índico
El Territorio Británico del Océano Índico o Islas Británicas de Chagos (en inglés: British Indian Ocean Territory, BIOT, o British Chagos Islands, BCI) comprende unas sesenta islas tropicales, incluido el archipiélago de Chagos en el océano Índico, a mitad de camino entre África e Indonesia. Es una colonia insular muy fuertemente militarizada, con el estatus de territorio británico de ultramar, cuyo territorio reclaman los gobiernos de Mauricio y Seychelles. La condición militar de la colonia le da un privilegio geopolítico clave al Reino Unido.
Es la continuación histórica del Mauricio británico. Debido a la independencia de la mayor parte de su territorio, desde 1968 se ve reducida al archipiélago de Chagos, compuesto por un grupo de 65 islas tropicales que se encuentran 500 km al sur de las Maldivas. La superficie total de las islas es de 63 km²; la mayor de ellas, Diego García, tiene un área de 44 km². Hay cinco grupos principales de islas: Peros Banhos, las Salomón, las Eagle, las Egmont y los Tres Hermanos. Diego García es la isla que se encuentra más al sur. Ocupa una ubicación estratégica en medio del Índico y es sede de una instalación militar compartida entre el Reino Unido y los Estados Unidos. La superficie total del territorio es de 60 km².
El 3 de noviembre de 2022 se anunció que el Reino Unido y Mauricio habían decidido iniciar negociaciones sobre la soberanía del Territorio Británico del Océano Índico, teniendo en cuenta los procedimientos legales internacionales, para poner fin al colonialismo de dicho territorio por parte del Reino Unido.
En octubre de 2024 el Reino Unido anunció que entregaría la soberanía de las islas Chagos a Mauricio, sujeta a la finalización de un tratado. El acuerdo de transferencia se firmó el 22 de mayo de 2025, con la estipulación de que la isla de Diego García permanecería bajo administración británica durante al menos 99 años.

## Historia

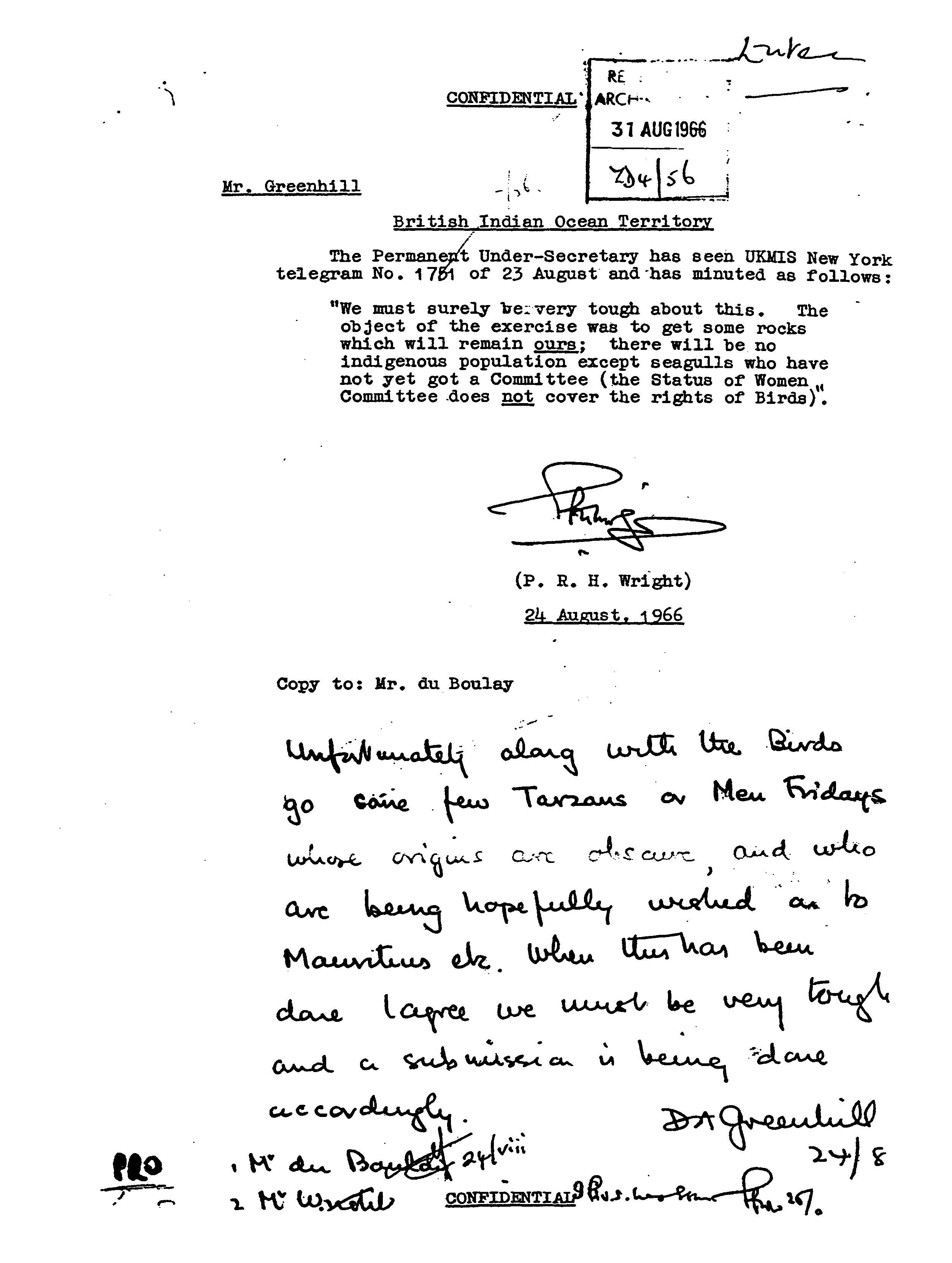
Comunicación diplomática británica del 24 de agosto de 1966: Por desgracia, junto con las aves van algunos pocos Tarzanes o Man Fridays.

El archipiélago de Chagos fue descubierto por el explorador español Diego García de Moguer en 1554, quien bautizó a la mayor de las islas como Diego García. Tras la conquista británica de la India, este archipiélago fue asignado administrativamente a esta colonia. Tras la independencia india en 1947, los archipiélagos de Chagos, Aldabra, Farquhar y Desroches continuaron bajo soberanía británica. El 23 de junio de 1976, Aldabra, Farquhar y Desroches fueron devueltas a Seychelles a causa de su independencia. Por ello, en la actualidad el BIOT está constituido solamente por un grupo de seis islas incluido el archipiélago de Chagos. El resto de islas están deshabitadas.

### Conflicto de Chagos y expulsión de los pobladores
El Reino Unido tuvo una oportunidad única de tener una base militar por lo menos insular y de muy pocos kilómetros muy cerca de países asiáticos emergentes. Entre 1967 y 1973, los 3000 habitantes de la isla, en su mayoría agricultores, fueron deportados a Mauricio y Seychelles, entonces colonias británicas. En el año 2000, la corte suprema británica anuló la orden de inmigración local a los residentes del archipiélago, pero apoyó el estado militar especial de la isla, lo que supuso que la resolución judicial no tuviera consecuencias prácticas. 

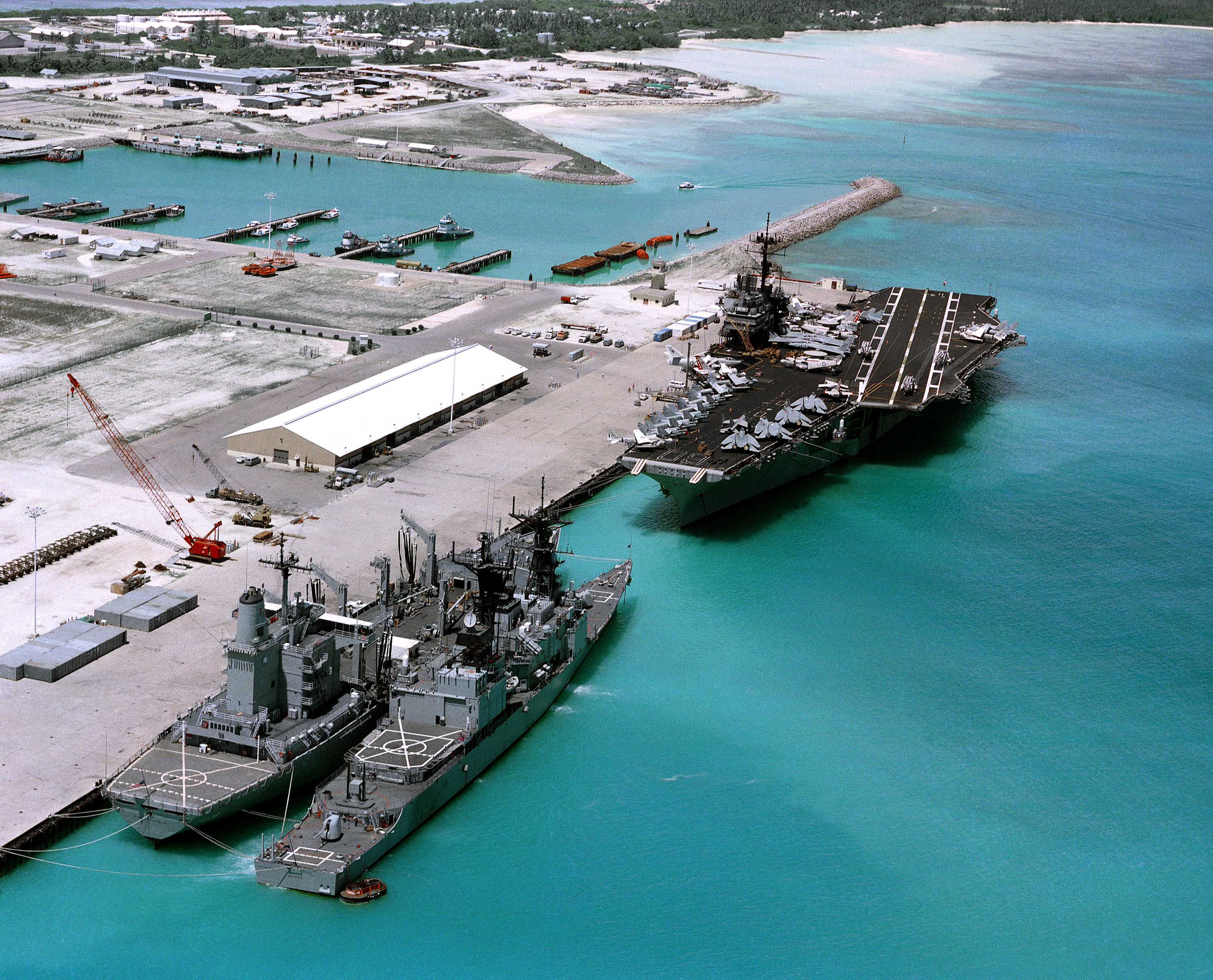
USS Saratoga (CV-60), USS Scott (DDG-995) y el USS Monongahela (AO-178) en la Base naval británica (1985)

Los Estados Unidos arriendan la isla al Reino Unido para el uso de la base militar. El contrato firmado inicialmente en 1966 por 50 años, preveía ser prolongado por 20 años más, salvo que se cumplieran ciertas condiciones (vence el 30 de diciembre de 2036). Por su parte, el archipiélago de Chagos es reclamado por Mauricio y las Seychelles. En mayo de 2019 la Corte Internacional de Justicia realizó una recomendación a la Asamblea General de las Naciones Unidas donde esta votó a favor de que el Reino Unido devuelva en un plazo de 6 meses el territorio Británico del Océano Índico a la República de Mauricio. Estados Unidos, quien alquila la isla para el desarrollo de su base naval, votó en contra de la resolución, siendo acompañado por Israel, Maldivas, el mismo Reino Unido y Australia. El fallo expresado determina que el archipiélago de Chagos está bajo un gobierno colonial (Reino Unido) y que debe finalizar lo antes posible, sin embargo el Reino Unido ignoró la solicitud y no prosperó dicha propuesta.
El 3 de octubre de 2024, el Gobierno del Reino Unido hizo una declaración conjunta con el Gobierno de Mauricio en la que afirmaba que habían negociado la soberanía de las Islas Chagos tras dos años de negociación, permitiendo al mismo tiempo el funcionamiento de la base militar estadounidense en la isla ocupada de Diego García.

## Gobierno y política

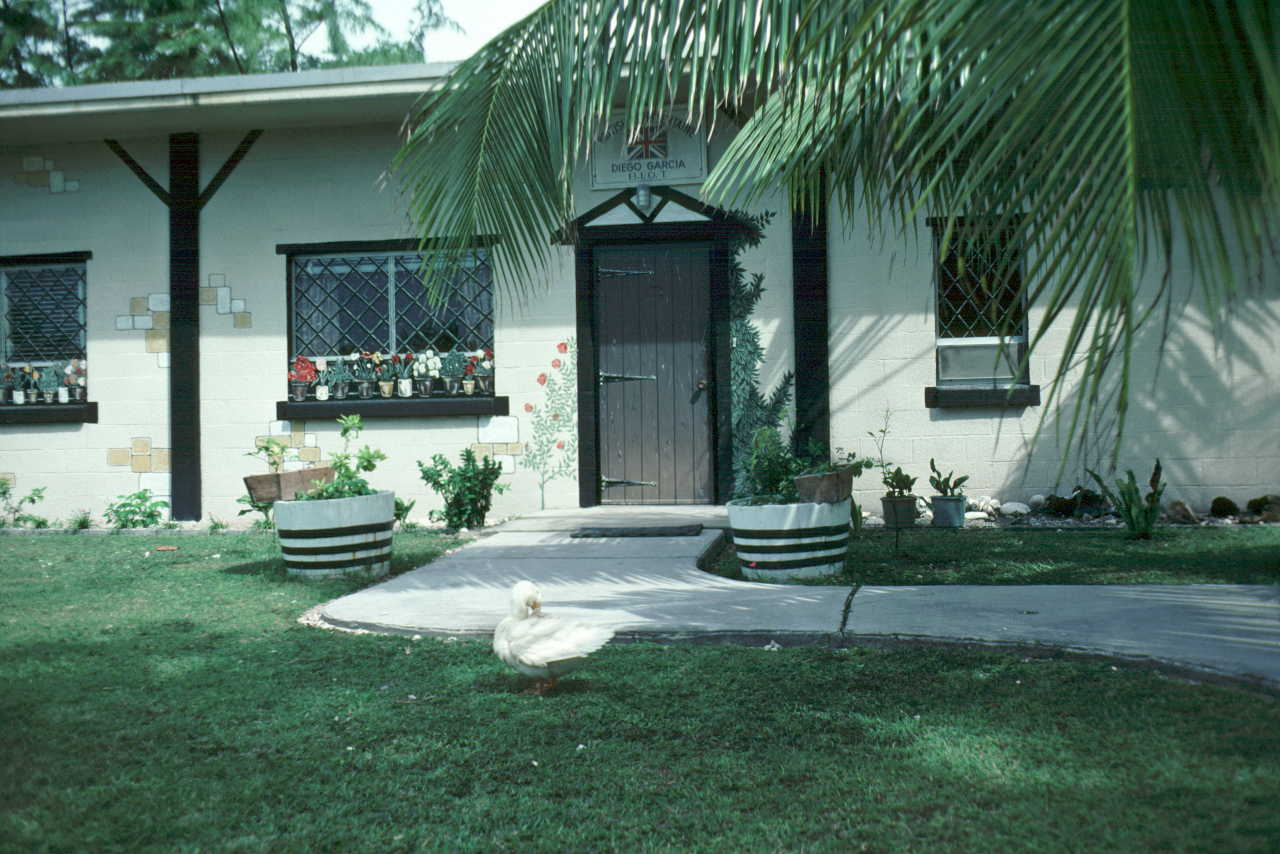
Casa del representante británico del comisionado en la isla "Diego García"

Como territorio del Reino Unido, el jefe de Estado es el Rey Carlos III. No se ha nombrado un Gobernador para que represente al rey en el territorio, ya que no hay habitantes permanentes, como ocurre también en las Islas Georgias del Sur y Sandwich del Sur (reivindicadas por Argentina) y en el Territorio Antártico Británico (reivindicado total o parcialmente por Argentina y Chile). El territorio es una de las ocho dependencias del Océano Índico junto con las islas Ashmore y Cartier, la isla de Navidad, las islas Cocos (Keeling), las islas Heard y McDonald (Australia); las Tierras Australes y Antárticas Francesas, Mayotte y Reunión (Francia).
El jefe de gobierno es el Comisionado, actualmente Ben Merrick, que también es Director de los Territorios de Ultramar del Ministerio de Relaciones Exteriores y del Commonwealth y Comisionado del Territorio Antártico Británico; el Comisionado Adjunto es Stephen Hilton y el Administrador es Kit Pyman, y todos los altos funcionarios residen en el Reino Unido. El representante del Comisionado en el territorio es un oficial que dirige el destacamento de las fuerzas británicas.
Las leyes del territorio se basan en la constitución, actualmente establecida en el Decreto (Constitución) del Territorio Británico del Océano Índico de 2004, que otorga al Comisionado la facultad de elaborar leyes para la paz, el orden y el buen gobierno del territorio. Si el Comisionado no ha elaborado una ley sobre un tema concreto, entonces, en la mayoría de las circunstancias, las leyes que se aplican en el territorio son las mismas que las que se aplican en Inglaterra y Gales en virtud de la Ordenanza sobre los tribunales de 1983. No hay una legislatura (ni elecciones), ya que no hay habitantes permanentes, aunque se ha establecido un pequeño sistema jurídico para la jurisdicción. Sin embargo, como casi todos los residentes de la BIOT son miembros de las fuerzas armadas de los Estados Unidos, en la práctica los delitos se imputan más comúnmente con arreglo a la legislación militar de los Estados Unidos.
Los tratados aplicables entre el Reino Unido y los Estados Unidos rigen el uso de la base militar. El primer canje de notas, firmado el 30 de diciembre de 1966, constituyó un acuerdo relativo a la disponibilidad para fines de defensa del Territorio Británico del Océano Índico. A ello siguieron acuerdos sobre la construcción de una instalación de comunicaciones (1972), una instalación de apoyo naval (1976), contratos de construcción (1987) y una instalación de vigilancia (1999). Según se informa, los Estados Unidos deben pedir permiso[cita necesaria] al Reino Unido para utilizar la base para acciones militares ofensivas.

## Geografía y comunicación

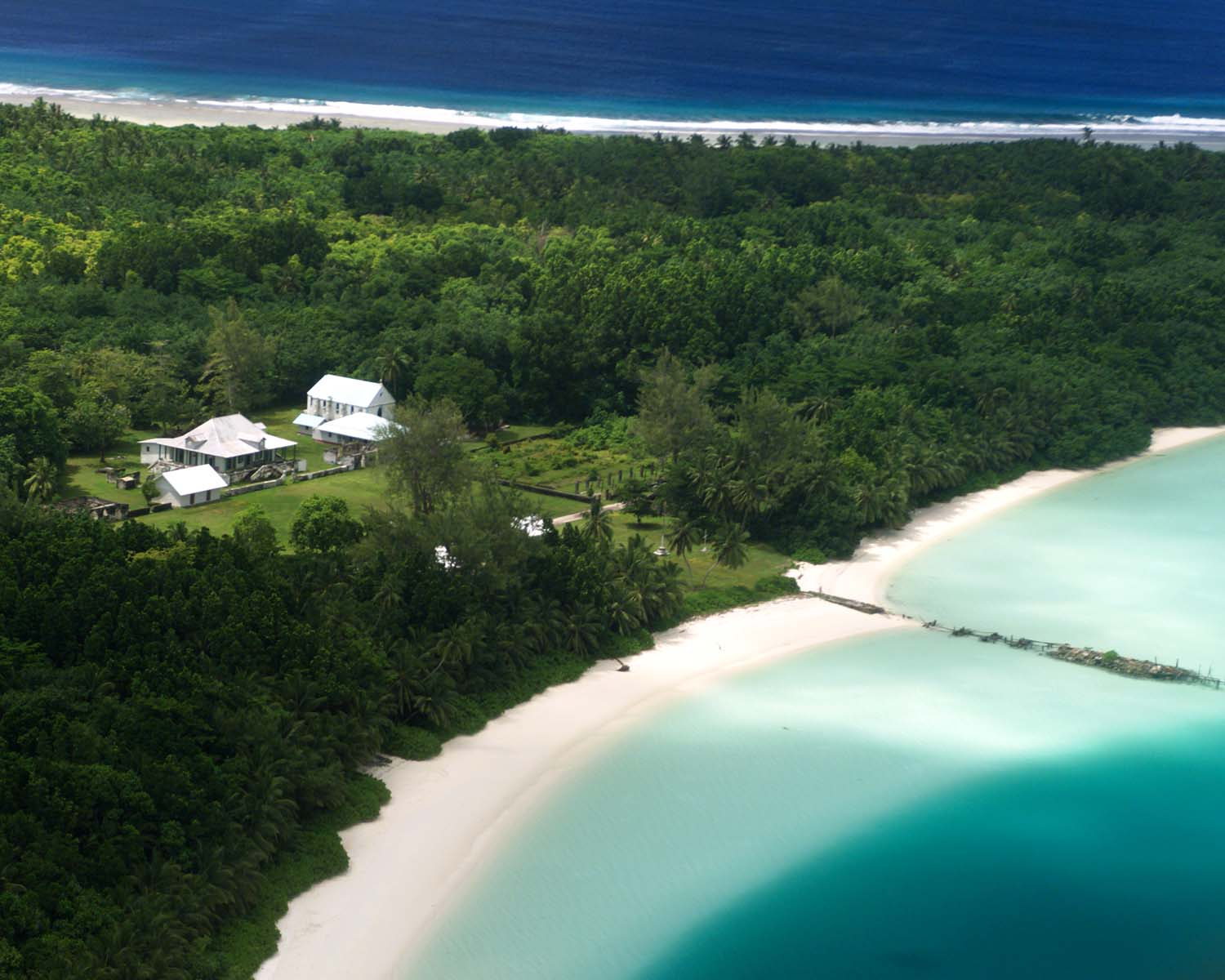
Isla Diego García

La mayoría de las islas no tienen carreteras. Diego García tiene una pequeña carretera asfaltada entre el puerto y el aeropuerto. Aunque existen calles llega a ser normal el uso de bicicletas para el transporte. El mayor puerto está en Diego García que también cuenta con un aeropuerto capaz de recibir al transbordador espacial en caso de emergencia.

## Economía
Toda la actividad económica se concentra en la isla de Diego García, donde se encuentran las instalaciones militares del Reino Unido y los Estados Unidos. 
Ocasionalmente se dan actividades agrícolas por parte de militares y no hay actividades industriales en las islas. Una gran fuente de ingresos también externa procede de los sellos postales del Territorio Británico del Océano Índico, que son producidos en Reino Unido.

### Servicios
La sección de Moral, Bienestar y Recreación de la Marina (MWR) posee varias instalaciones en Diego García, incluyendo una biblioteca, un cine al aire libre, tiendas y centros deportivos, con precios en dólares de Estados Unidos. La Oficina de Correos de BIOT proporciona servicios postales de salida y se han emitido sellos de correo para el territorio desde el 17 de enero de 1968. Como el territorio fue originalmente parte de Mauricio y las Seychelles, estos sellos se denominaron en rupias hasta 1992. Sin embargo, después de esa fecha se emitieron en denominaciones de libras esterlinas, que es la moneda oficial del territorio. Se proporcionan servicios médicos básicos, con la opción de evacuación cuando sea necesario, y el territorio no tiene escuelas.

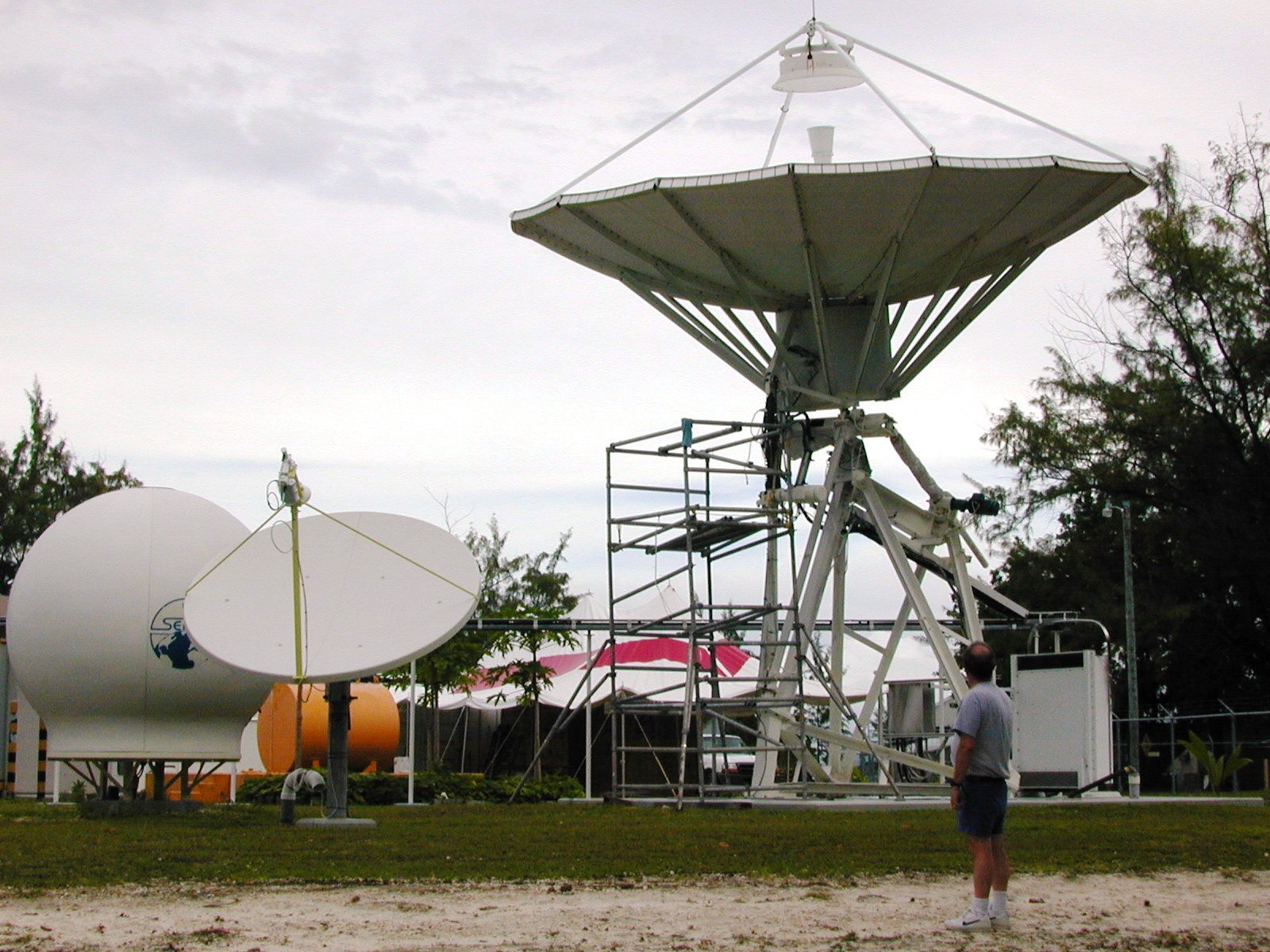
Sistemas de comunicación en la Estación Hidroacústica

### Telecomunicaciones
Cable & Wireless comenzó a operar en 1982 bajo licencia del Gobierno del Reino Unido. En abril de 2013, la compañía fue adquirida por el Grupo Batelco y Cable & Wireless (Diego García) Ltd. cambió posteriormente su nombre por el de Sure (Diego García) Ltd.; Sure International es la división corporativa del negocio.
Debido a su ubicación geográfica, en la proximidad del ecuador, con una vista sin obstáculos al horizonte, Diego García tiene acceso a un número relativamente grande de satélites geosincrónicos sobre los océanos Índico y Atlántico oriental, y la isla alberga la Estación Diego García (DGS), una estación de rastreo remoto que forma parte de la Red de Control de Satélites de la Fuerza Aérea (AFSCN); la estación tiene dos lados para proporcionar mejores capacidades de rastreo para los usuarios de la AFSCN.

### Radio
El territorio cuenta con tres emisoras de radio FM proporcionadas por la red de las fuerzas militares estadounidenses y el servicio de radiodifusión de las fuerzas militares británicas. Las operaciones de radioaficionados se realizan desde Diego García, utilizando el prefijo británico VQ9. Una estación de club de aficionados, VQ9X, fue patrocinada por la Armada de los Estados Unidos para su uso por parte de los operadores con licencia en su país de origen y que poseen un indicativo VQ9 emitido por el representante local del Territorio Británico del Océano Índico. Sin embargo, la Armada de los Estados Unidos cerró la estación a principios de 2013 y cualquier futuro aficionado con licencia que desee operar desde la isla deberá conseguir su propia antena y equipo de radio.

## Demografía
Luego de la expulsión de la población nativa, entre 1965 y 1973, los únicos habitantes de las islas son el personal militar y civil asignado por las fuerzas armadas del Reino Unido y de Estados Unidos. 4000 personas ocupaban las islas en noviembre de 2004. El Decreto (Constitución) del Territorio Británico del Océano Índico de 2004 establece que "ninguna persona tiene derecho a residir" en el territorio tal como "se constituyó y se dispuso para estar disponible para los fines de defensa del Gobierno del Reino Unido y del Gobierno federal de los Estados Unidos" y, en consecuencia, "ninguna persona tiene derecho a entrar o a estar presente en el Territorio salvo en la medida en que lo autoricen sus leyes".

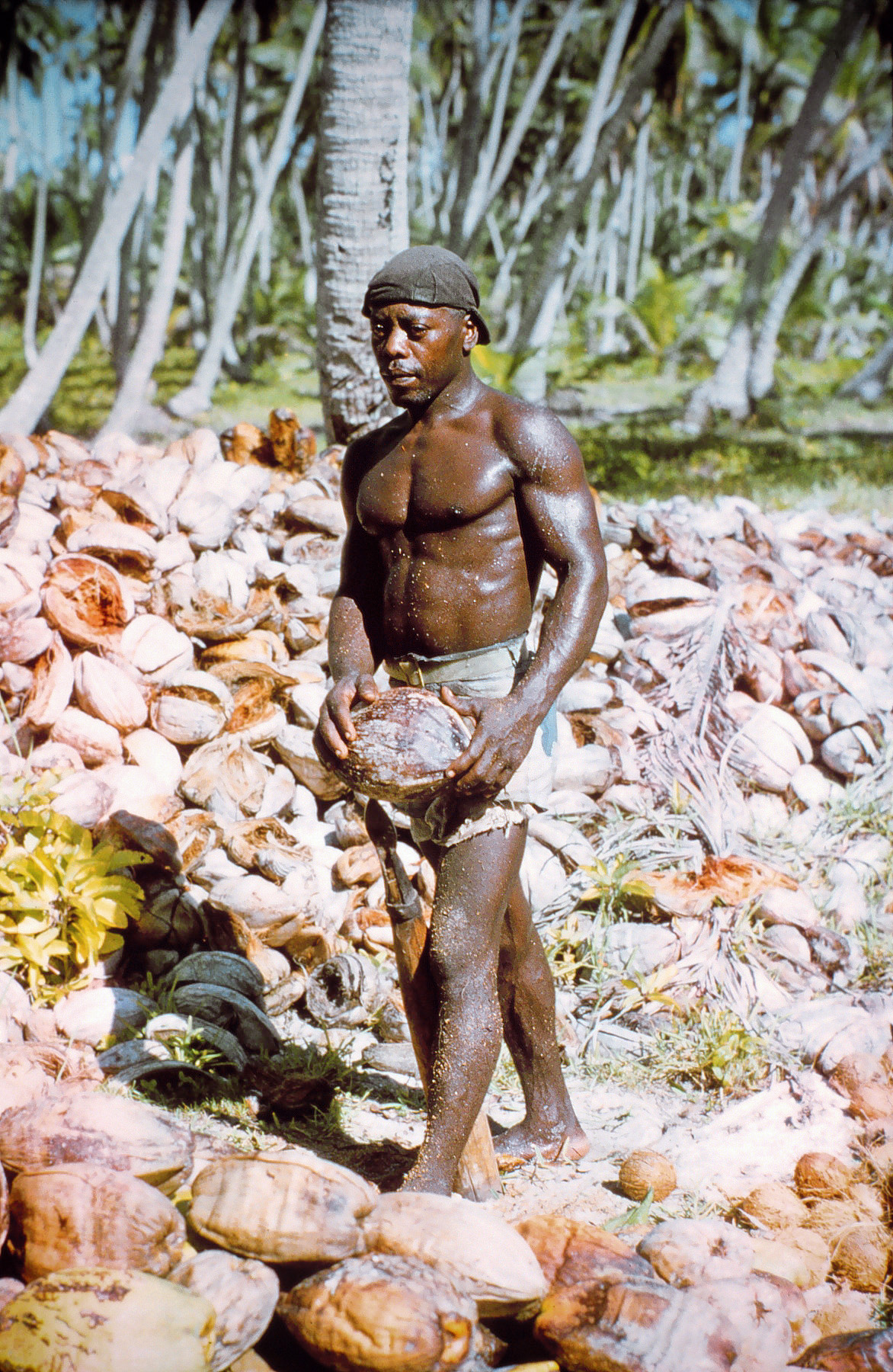
Un nativo chagosiano de las islas (de los últimos en ser deportados) trabajando en las plantaciones de cocos en 1971.

Dado que no hay una población permanente ni censo, la información sobre la demografía del territorio es limitada; el tamaño de la población está relacionado con sus necesidades de defensa. Diego García, con una superficie de 27 km², es la única isla habitada del territorio y, por lo tanto, tiene una densidad de población media estimada de alrededor de 110 personas por kilómetro cuadrado.
La población de la isla se limita a los visitantes oficiales y al personal esencial de las misiones, y los familiares no están autorizados a viajar a Diego García (por lo tanto, la isla no tiene escuelas). El personal no puede viajar a la isla para salir, pero puede transitar por Diego García para conectar con los vuelos de seguimiento.  Se estima que la población en 1995 era de aproximadamente 3.300 personas, es decir, 1700 militares del Reino Unido y los Estados Unidos y 1500 contratistas civiles. En 2006 se informó de que la población total era de 4.000 personas, de las cuales 2200 eran personal militar o contratistas estadounidenses, 1400 eran trabajadores filipinos en el extranjero contratados, 300 eran personal contratado de Mauricio y 100 eran miembros de las Fuerzas Armadas británicas. Las estadísticas de población de las Naciones Unidas indican que la población de la isla es comparable a la de las Islas Malvinas (Falkland). El resto del archipiélago está normalmente deshabitado.

## Transporte

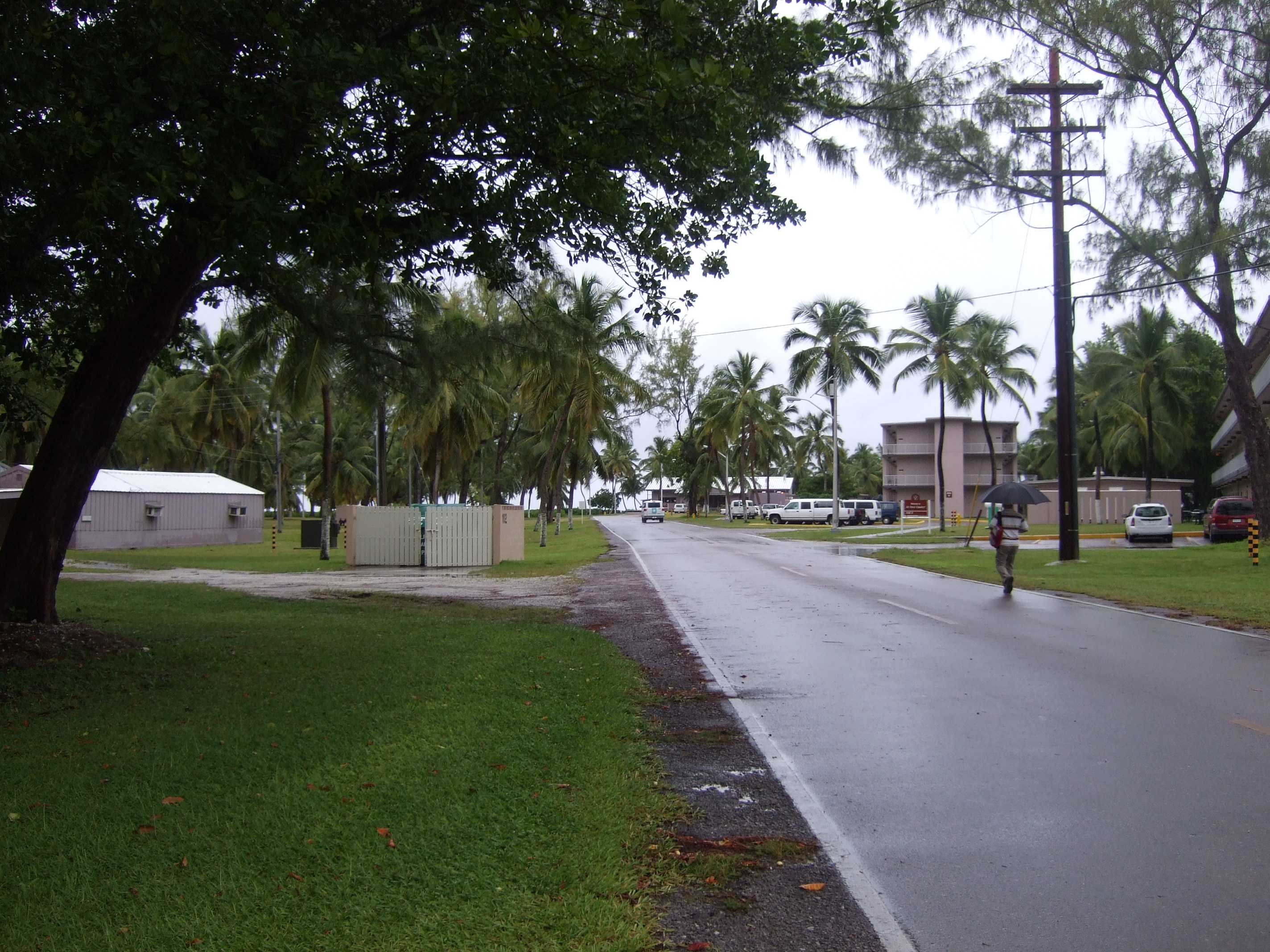
Calle en la isla Diego García. El sentido de circulación en este territorio es por el lado derecho de la carretera, a diferencia del resto de los territorios británicos de ultramar donde el mismo es por la izquierda, a excepción de Gibraltar.

En lo que respecta al transporte en Diego García, la isla tiene cortos tramos de carretera pavimentada entre el puerto y el aeródromo y en sus calles; el transporte se realiza principalmente en bicicleta y a pie. La isla tenía muchas carretas, que eran arrastrados por burros para el transporte de coco. Estos ya no se usan y se han deteriorado. La base militar de Diego García es el único aeropuerto del territorio. Con 3000 m de largo, la pista es capaz de soportar pesados bombarderos de la Fuerza Aérea de los EE. UU. como el B-52 y es capaz de apoyar a un Transbordador Espacial en caso de abortar una misión. También tiene un importante puerto marítimo naval y hay un servicio de autobuses de la marina a lo largo de la carretera principal de la isla.
Las tripulaciones de los yates que buscan un paso seguro a través del Océano Índico pueden solicitar un permiso de amarre para las Islas Exteriores deshabitadas (más allá de Diego García), pero no deben acercarse a menos de 3 millas náuticas o anclar en las islas designadas como Reservas Naturales Estrictas o la reserva natural dentro del atolón de Peros Banhos. No se permite el acceso a Diego García a embarcaciones o personas no autorizadas y no se permite a ninguna embarcación no autorizada acercarse a menos de 3 millas náuticas de la isla. Cabe destacar que el Territorio Británico del Océano Índico, junto con Gibraltar, son los dos únicos territorios británicos de ultramar donde oficialmente se conduce por el lado derecho de la carretera, a diferencia de lo que ocurre en el Reino Unido y en los demás territorios británicos de ultramar.

## Conservación

### Atolón de Salomón
El 1 de abril de 2010, se declaró el área marina protegida de Chagos (AMP) para cubrir las aguas alrededor del archipiélago de Chagos. Sin embargo, Mauricio se opuso declarando que esto era contrario a sus derechos legales, y el 18 de marzo de 2015 la Corte Permanente de Arbitraje dictaminó que la AMP era ilegal en virtud de la Convención de las Naciones Unidas sobre el Derecho del Mar, ya que Mauricio tenía derechos jurídicamente vinculantes a la pesca en las aguas que rodean el archipiélago, a un eventual retorno del archipiélago, y a la preservación de cualquier mineral o petróleo descubierto en el archipiélago o cerca de él antes de su retorno.

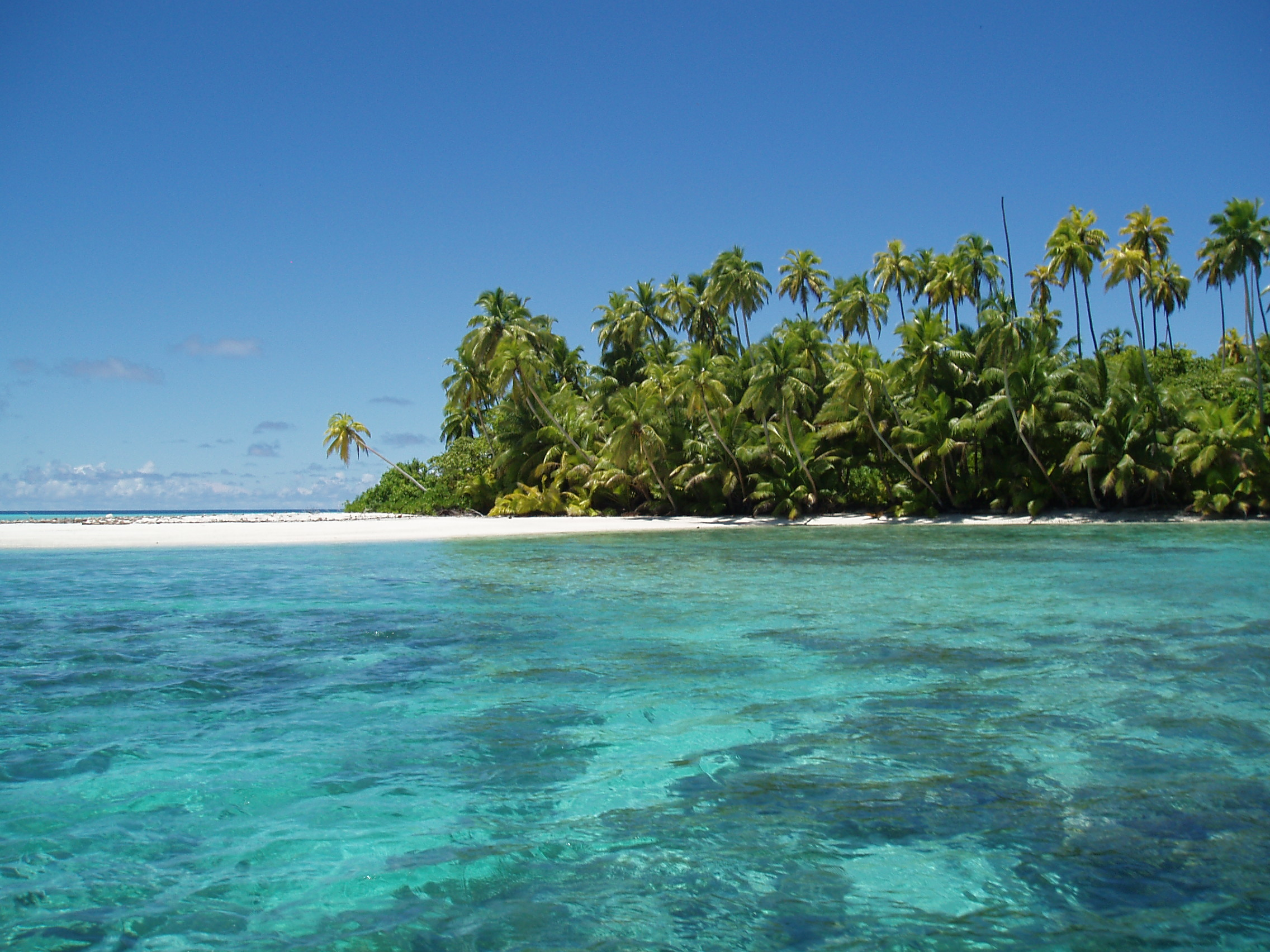
Atolón de Salomón (Salomon Atoll).

La declaración de la AMP duplicó el área total de las zonas de no captura ambiental en todo el mundo. Los beneficios de la protección de esta área se describen a continuación:
- Proporcionar un punto de referencia ambiental para otras áreas (a diferencia del resto del mundo, la BIOT ha estado relativamente intacta de las acciones del hombre);
- Proporcionar un laboratorio natural para ayudar a entender el cambio climático;
- Una oportunidad para la investigación relacionada con la ciencia marina, la biodiversidad y el cambio climático;
- Actuar como una reserva para las especies en peligro en otras áreas; y
- Proporcionar un suministro de exportación de excedentes de larvas, semillas y esporas para ayudar a la producción en las zonas vecinas.[27]

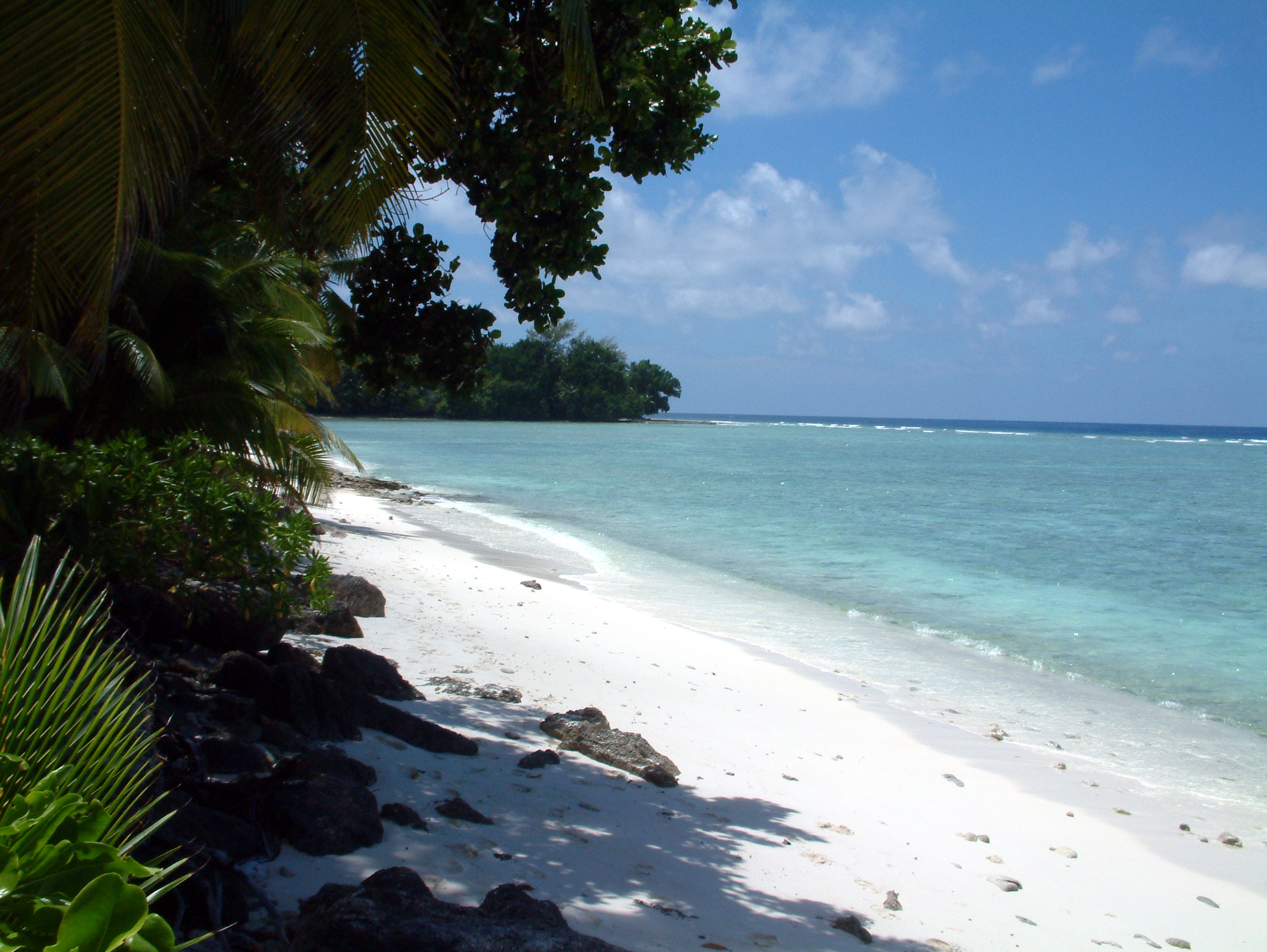
Una de las playas del archipiélago

La zona ya había sido declarada Zona de Preservación y Protección Ambiental, pero desde el establecimiento de la AMP, ya no se ha permitido la pesca en la zona. Según el gobierno británico La administración de la BIOT ha facilitado varias visitas al territorio de los chagosianos de mayor edad, y la capacitación ambiental para los chagosianos con sede en el Reino Unido que permite a algunos participar en el trabajo científico (junto con los científicos visitantes).